# ريتشارد وليامز (عالم كيمياء حيوية)
ريتشارد وليامز (بالإنجليزية: Richard Tecwyn Williams)‏ (و. 1900 – 1979 م) هو عالم كيمياء حيوية من المملكة المتحدة، وويلز، يستخدم آلات آلة مفاتيح، كان عضوًا في الجمعية الملكية، توفي في لندن، عن عمر يناهز 79 عاماً.

## جوائز
حصل على جوائز منها:
- زمالة الجمعية الملكية
- جائزة وميدالية نوفارتس [الإنجليزية]‏ (1972)